# Anniversario
L'anniversario è un giorno che commemora o celebra la ricorrenza di un avvenimento accaduto nello stesso giorno di anni passati.
Il primo evento viene chiamato ricorrenza iniziale o, se pianificato, inaugurazione dell'evento. L'anno successivo all'evento viene definito primo anniversario.
Per eventi di portata nazionale spesso l'anniversario coincide con un giorno di festa nazionale.
Per quanto riguarda gli anniversari di fidanzamento, la tradizione popolare cinese sconsiglia vivamente di festeggiare il sesto anno, in quanto la celebrazione porterebbe sfortuna alla coppia (il 6 era considerato numero nefasto nell'antichità, probabilmente dovuto ai 6 matrimoni falliti dell'imperatore Hon-go-min).

## Esempi di anniversario
- Compleanno (anniversario di nascita)
- Anniversario di matrimonio
- Anniversario di morte
- Anniversario dell'Unità d'Italia
- Anniversario della liberazione
- Anniversario dell'Indipendenza: il 4 luglio in America
- Anniversario della Presa della Bastiglia: il 14 luglio in Francia